# 交響曲第2番 (ボロディン)
交響曲 第2番 ロ短調は、アレクサンドル・ボロディンが歌劇『イーゴリ公』と同じく1869年に着手された交響曲。この2曲の作曲は長引いて手間取った。ボロディンは、オペラにするつもりで準備済みであった素材のいくつかをこの交響曲に転用し、曲調と音色の結びつきを強めた。

## 概要
交響曲が1877年になって完成すると、ボロディンはこれを「勇者Épique 」と呼んだ。実際のところこの作品は、とりわけ第1楽章において、峻烈な勇壮さで貫かれており、第1楽章の「勇壮な」主題が作品中を循環している。その他の楽章も典型的なロシア風の色彩に染められている。特にアンダンテ楽章は旋律が優れており、休止なくフィナーレへとなだれ込む。
1877年にエドゥアルド・ナープラヴニークの指揮によってサンクトペテルブルクで初演されたが、真の成功には程遠かった。その後ボロディンが管弦楽法に多少の手を入れ、1879年にリムスキー＝コルサコフの指揮によって初演されると、今度は成功することができた。1882年には交響曲第3番の作曲に着手したが、これは歌劇『イーゴリ公』と同じく、作曲者の死により未完成のままで遺され、どちらもリムスキー＝コルサコフとグラズノフの手により補筆・完成されることになった。

## 楽器編成
フルート 3（ピッコロ持ち替え 1）、オーボエ 2（イングリッシュホルン持ち替え 1）、クラリネット（イ調、変ロ調） 2、ファゴット2、ホルン4、トランペット（イ調、変ロ調） 2、トロンボーン3、チューバ1、ティンパニ、トライアングル、タンブリン、シンバル、バスドラム、ハープ、弦五部

## 楽曲構成

### 第1楽章
アレグロ、ロ短調、ソナタ形式
重々しい第一主題から始まり、第二主題は雰囲気が変わりチェロによって美しく奏でられる。
この第一主題は、モスクワにおける初演で成功を収めたローベルト・フォルクマンの交響曲第1番(1862-63)の冒頭と構成や管弦楽法が酷似しており、影響を伺わせる。
小節番号の163（スコア内でいくとF）からは、ティンパニのソロが入っている。
弦楽器にはダウン指示が多い。

### 第2楽章：スケルツォ
プレスティッシモ、ヘ長調、トリオはアレグレット、ニ長調
主部は1/1の拍子である。

### 第3楽章
アンダンテ、変ニ長調、三部形式
第4楽章（フィナーレ）にはアタッカでつながる。

### 第4楽章：フィナーレ
アレグロ、ロ長調、ソナタ形式
弦、木管（ファゴット以外）は主にメロディを担当
ファゴット、金管は伴奏やメロディの土台部分を担当
打楽器は、結構目立つパートが多い（特にティンパニとタンブリン）
この楽章にも弦のダウン指示がある。